# Rio (Grècia)
Rio (en grec antic Ῥίον, Rhíon, en grec modern Ρίο, Río) és una ciutat de Grècia, al nord del Peloponès, sobre el golf de Corint, a la rodalia est de Patres.
Rio és també la ciutat on es troba el segon hospital de Patres. La Universitat de Patres, una de les més grans de Grècia, també hi té la seu. Les vores de mar són molt agradables els capvespres d'estiu. Als habitants de Patres els agrada d'anar-hi a sopar sota la llum blava del pont. A prop del pont hi trobem un casino.
A la vora es troba el pont Rio-Antírrio.